# Саморезов, Виктор Константинович
Саморезов Виктор Константинович (11 августа 1919, Кубань — 13 января 1993, Санкт-Петербург) — советский живописец, маринист, баталист, член Санкт-Петербургского Союза художников (до 1992 года — Ленинградской организации Союза художников РСФСР).

## Биография
Родился 11 августа 1919 года на Кубани. В годы Великой Отечественной войны служил в частях береговой артиллерии Северного флота. Участник войны с Японией. Награждён медалями «За боевые заслуги», «За оборону Ленинграда», «За победу над Германией», «За победу над Японией». В 1947—1953 учился в Ленинградском институте живописи, скульптуры и архитектуры имени И. Е. Репина, который окончил по мастерской Р. Р. Френца с присвоением звания художника живописи. Дипломная работа — картина «Испытание гидротурбины».
Участвовал в выставках с 1953 года, экспонируя свои работы вместе с произведениями ведущих мастеров изобразительного искусства Ленинграда. Писал жанровые и батальные картины, портреты, пейзажи. В 1953 был принят в члены Ленинградского Союза художников. Главное направление творчества — тематическая картина с развитой сюжетной основой. Среди произведений, созданных Саморезовым, картины «Осень», «Прибой» (обе 1956), «Буеристы», «Из сурового похода» (обе 1960), «Северная фактория» (1961), «Перед путиной», «Рыбаки Мурманска», «Северный фиорд» (все 1964), «В рыбном порту» (1967), «Набережная», «Яхт-клуб» (обе 1973), «Североморцы наступают» (1975) и другие.
Скончался 13 января 1993 года в Санкт-Петербурге на 74-м году жизни.
Произведения В. К. Саморезова находятся в музеях и частных собраниях в России, США, Японии, Франции и других странах.

## Выставки
- 1956 год (Ленинград): Осенняя выставка произведений ленинградских художников.
- 1960 год (Ленинград): Выставка произведений ленинградских художников.
- 1960 год (Москва): Советская Россия. Республиканская художественная выставка.
- 1961 год (Ленинград): «Выставка произведений ленинградских художников» .
- 1964 год (Ленинград): Ленинград. Зональная выставка.
- 1965 год (Москва): Советская Россия. Вторая Республиканская художественная выставка.
- 1967 год (Москва): Советская Россия. Третья Республиканская художественная выставка.
- 1974 год (Ленинград): Весенняя выставка произведений ленинградских художников.
- 1975 год (Ленинград): Наш современник. Зональная выставка произведений ленинградских художников.
- 1976 год (Москва): Изобразительное искусство Ленинграда.